# Antoine Watteau
Jean-Antoine Watteau ili Antoine Watteau (10. listopada 1684., Valeciennes – 18. kolovoza 1721., Noget-sur-Marne) je jedan od najistaknutijih predstavnika francuskog slikarstva 18. stoljeća i najvažniji prethodnik, ponekad nazivan i začetnikom, rokokoa.

## Život i djelo
Watteau napušta "veličanstveno" slikarstvo kakvim se bave na dvoru Luja XIV. i nadahnuće radije traži u djelima velikih nizozemskih i flamanskih umjetnika iz 17. stoljeća i bakropisa Jacquesa Callota.
Toplim, senzualnim i bogatim koloritom, te osebujnim gracioznim stilom slikao je galantne prizore u idealiziranom krajoliku (Polazak na Kiteru, Zabava u prirodi, Poduka u ljubavi). 
Polazak na Kiteru (1717.) je jedno od najpoznatijih i najtajanstvenijih slika 18. stoljeća; njome se u slikarstvo uvodi tema fêtes galantes koja će u rokokou odigrati jako važnu ulogu. Ovom temom se svijet promatra kao "kazalište prirode" u kojem pripadnici mondenih društvenih krugova uživaju u dokolici. Slika prikazuje veselo društvo u otmjenoj odjeći kako se padinom spušta do obale mora odakle polaze do hrama božice ljubavi – Afrodite na otoku Kiteri; izlet očito posvećen zabavi i ljubavi. Watteau je dočarao raskošne boje kasne jeseni, sunce je na zalazu, a i skupina silazi u udaljenu, neizvjesnu i maglovitu dubinu. Slikar, kao prorok, simbolično prikazuje sudbinu visokog feudalnog društva koje će u najvećem obilju i najljepšem trenutku morati sići s povijesne pozornice nakon francuske građanske revolucije 1789.
Watteau je slikao i mitološke kompozicije (Parisov sud) i neobične likove iz commedije dell'arte (Talijanska komedija; Harlekin; Nonšalantni mladić).
Njegove žanr-slike odaju anegdotalnost i dobro poznavanje nizozemskih majstora, a siromaštvo se na njima slikao obojeno zagonetnom i ljupkom melankolijom.
Njegov kozmopolitski ukus i senzibilitet pridonijeli su višeznačnoj složenosti Watteauova djela – bogatstvu aluzija, dvosmislenim značenjima, a često i nepronicljivosti i fantazmagoričnosti u kojima se odražavaju proturječja njegova vremena.

## Vanjske poveznice
- Watteauove slike na Web Gallery of Art